# Estación de Casar de Cáceres
Casar de Cáceres es una estación ferroviaria situada en el municipio español de Casar de Cáceres, en la provincia de Cáceres, comunidad autónoma de Extremadura. En la actualidad las instalaciones se encuentran cerradas al público y no cuentan con servicio de viajeros.

## Situación ferroviaria
Las instalaciones se encuentran situadas en el punto kilométrico 309,5 de la línea férrea de ancho ibérico Madrid-Valencia de Alcántara, entre las estaciones de Río Tajo y Cáceres. El kilometraje se corresponde con el trazado clásico entre Madrid y la frontera portuguesa. El tramo es de vía única sin electrificar.